# Каламија
Каламија (грч. Καλαμιά) је насељено место у општини Кожани у периферији Западна Македонија, Грчка. Према попису из 2021. године било је 137 становника.
Према бугарском географу и историчару, Василу Канчову, у Калимији је 1900. године живело 250 Турака. Године 1923. турско становништво је принудно исељено у Турску а на њихово место је насељено 85 грчких избегличких породица, којих је на попису из 1928. године било 382. Село се раније звало Кало Обаси.